# Costa Occidental de Asturias

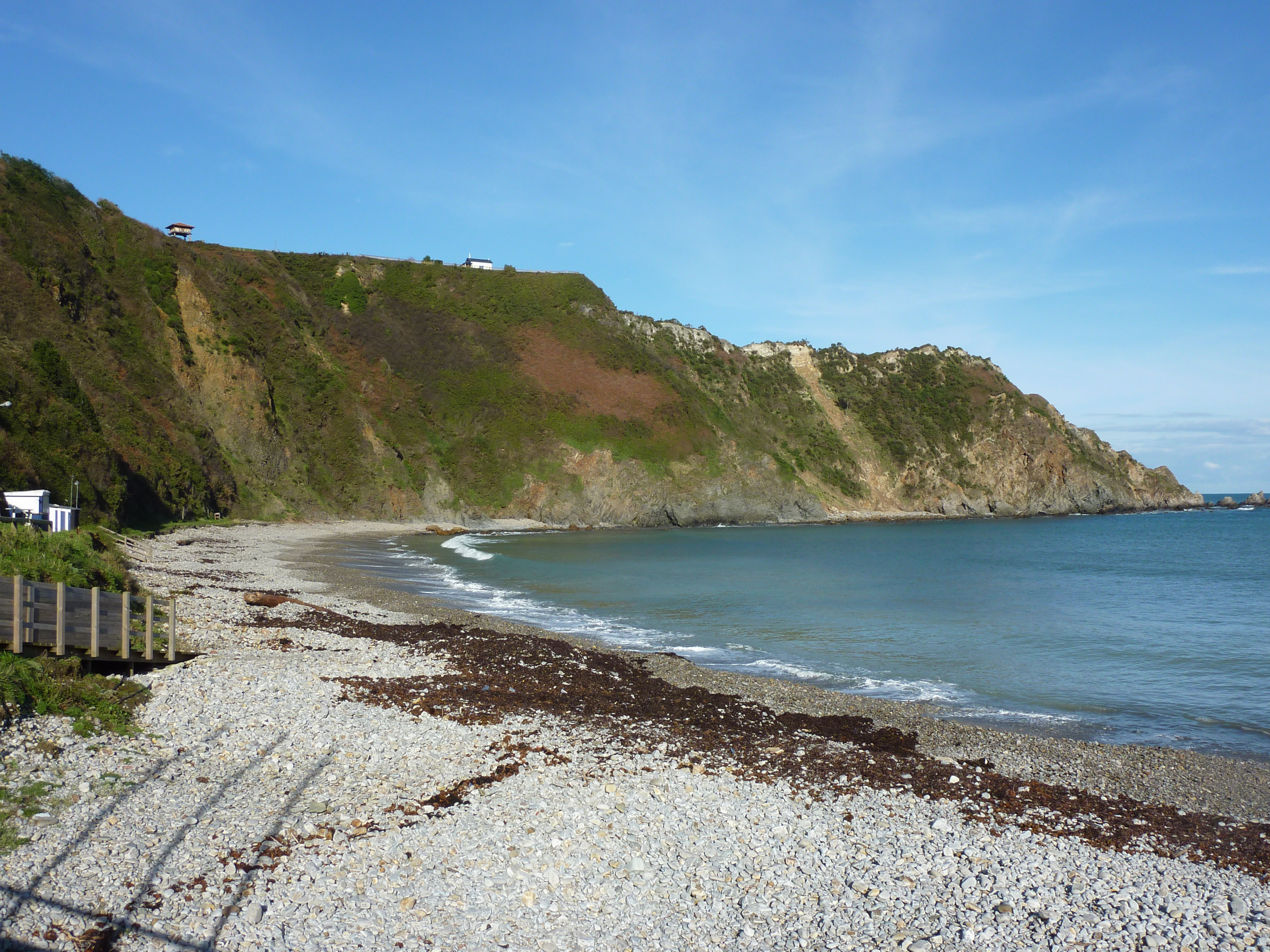
Playa de Cadavedo en el concejo de Valdés

La costa occidental del Principado de Asturias constituye un ámbito geográfico de características uniformes que se prolonga a lo largo de más de 70 km desde la desembocadura del río Nalón hasta la ría del Eo. Administrativamente comprende, de este a oeste, los municipios de Muros de Nalón , Cudillero , Valdés , Navia , Coaña, El Franco , Tapia de Casariego  y Castropol, pese a que otros autores consideran que Muros de Nalón entraría a formar parte de la Costa Central asturiana.
En esta zona aparece un gran contraste entre la denominada rasa costera (en la que debido a la litología del sustrato y al efecto de la acción marina, se producen accidentes geográficos como cabos y ensenadas a lo largo de una costa acantilada; viéndose interrumpida por cursos fluviales que se encajan en ella buscando salida al mar, formando de esta manera valles de orientación norte-sur y laderas acusadas que originan en la desembocadura calas y pequeñas playas), los acantilados que la separan de la línea de costa y las sierras prelitorales que se disponen en paralelo y muy próximas a las mismas. Pueden destacarse entre los accidentes geográficos más destacados de la rasa costera los cabos de Vidio y de Busto. Además de un sinfín de pequeñas calas y arenales, se pueden citar como playas más importantes las de la Concha de Artedo, San Pedro de Bocamar, Cadavedo, Cueva, Luarca, Otur, Barayo, Frexulfe, Penarronda o Navia.

## Geología de la zona
Desde el punto de vista de su geología, la costa occidental asturiana se encuadra dentro de la Zona Asturoccidental-leonesa (ZAOL), la cual, además de ocupar una posición intermedia entre la Zona de Galicia-Tras os Montes, la Zona Centro-Ibérica, zonas  internas de la Cordillera,  y la Zona Cantábrica, se divide en tres grandes unidades, que muestran unas características litológicas y estructurales ligeramente diferenciadas:
- el dominio del Navia –Alto Sil,
- el del Manto de Mondoñedo,
- el dominio del Caurel-Truchas.

## Espacios naturales protegidos de la costa occidental
Esta franja litoral, de variados ambientes y elementos naturales casi exclusivos de la zona hacen de ella una zona merecedora de una especial conservación, la cual se ve dificultada en ocasiones por las reducidas dimensiones. Por ello, prácticamente toda la costa occidental de Asturias, se encuentra incluida en alguna figura de protección, ya sea de la Red Regional de Espacios Naturales Protegidos del Principado de Asturias (RRENP, creada a raíz de la aprobación en 1994 del Plan de Ordenación de los Recursos Naturales de Asturias (PORNA); en ella se establecen cuatro figuras básicas de protección de espacios naturales a nivel regional: parque natural, Reserva Natural, Monumento Natural y Paisaje Protegido), o de la red europea de espacios protegidos Natura 2000, la cual cuenta con dos figuras de protección   Lugares de Importancia Comunitaria (LIC), establecidos para la conservación de los hábitats y taxones de interés europeo  y, por otro, las Zonas de Especial Protección para las Aves (ZEPA), creadas por la Directiva 79/409/CEE (Directiva Aves) para la conservación de las especies de aves, recogidos, respectivamente, en los Anexos I y II de la Directiva comunitaria 92/43/CEE (Directiva Hábitats).

### Espacios de la Red Regional
Dentro de los espacios protegidos de la Red Regional se pueden destacar:
- Paisaje Protegido de la Costa Occidental, abarca la franja costera que comprende los concejos de Valdés y Cudillero, constituyendo unos 35 km que van desde la Reserva Natural Parcial de Barayo hasta la población de Cudillero, teniendo dentro de su territorio el conocido como Monumento Natural Turbera de las Dueñas.

- Reserva Natural Parcial de Barayo, localizada entre los concejos de Navia y Valdés. Se declaró espacio protegido por el Decreto 70/1995, de 27 de abril,.[6] Se extiende desde el tramo final de la cuenca del  río Barayo, que sirve de límite municipal, incluyendo las laderas del valle y los acantilados que encierran la ensenada, abarcando por el este la Playa de Sabugo, en la ensenada de Outr. En él estaca el sistema dunar-estuarino-fluvial que origina el río bayo en su desembocadura.[1]

### Espacios de la Red Natura 2000
- LIC y ZEPA Penarronda-Barayo,[7][8] consiste en una franja costera entre la Punta del Corno (límite occidental de Penarronda) y la punta de Los Aguiones, situada en el extremo oriental de Barayo. Dentro de esta figura de protección están incluidos los Monumentos Naturales de  Playa de Penarronda y Playa de Frejulfe; la reserva natural Parcial de Barayo;  los estuarios de Serantes, Porcía, navia y Anguileiro (Navia) entre otros.

- LIC y ZEPA Cabo Busto-Luanco,  abarca desde la desembocadura del Río Esva, hasta la punta de la Vaca, en Luanco. En este paraje no se produce una coincidencia en las zonas de protección, ya que el LIC incluye todo el Paisaje Protegido del Cabo Peñas, mientras que la ZEPA abarca sólo la franja litoral. De todos modos, dentro de la zona común de ambas figuras de protección se encuentra parte del Paisaje Protegido de la Costa occidental, así como los Monumentos naturales Isla de La Deva y Playón de Bayas, Playa de El Espartal, así como la Charca de Zeluan y Ensenada de Llodero.

## La vegetación
La presencia humana muy extendida en toda la rasa costera ha ido deteriorando, a lo largo de los años, la vegetación autóctona de la zona que originariamente debería estar formada de forma mayoritaria por bosques de carbayos (Quercus robur), abedules (Betula pubescens subsp. celtiberica) y laureles (Laurus nobilis). Destacando en la actualidad escasos cultivos madereros de pino marítimo (Pinus pinaster) y eucalipto (Eucalyptus globulus). Por su parte, en las vaguadas y en el piedemonte de las sierras prelitorales que delimitan la rasa por el sur aún pueden encontrarse escasos fragmentos de bosque en los que se distinguen alisedas, lauredales y carbayeras con castaños.
Por su parte, se puede afirmar que la presencia de vegetación en la franja litoral es muy débil debido además de a la salinidad del mar a los vientos cargados de partículas
de agua marina, fenómenos que condicionan la aparición de determinadas plantas y comunidades vegetales, de carácter halófilo (tolerantes a la salinidad), que han sido capaces de adaptarse a las extremas condiciones del medio. De esta forma en los ambientes litorales se pueden observar sistemas dunares (las dunas son depósitos de arena de origen marino modelados por la acción del viento, presentan una vegetación constituida por especies adaptadas a vivir sobre suelos arenosos y salinos -psammohalófilas-),  estuarios (que se generan en las desembocaduras en las que la componente fluvial es muy importante reduciendo la salinidad de las aguas  y predominando la marisma subhalófila, la constituida por la vegetación halófila menos exigente en sales) y  acantilados costeros (con plantas adaptadas a soportar la salpicadura del oleaje y los fuertes vientos marinos cargados de humedad y partículas salinas), a los que se añade un medio de gran trascendencia para la vida del litoral como resulta ser el intermareal rocoso (cuya cubierta vegetal está formada, casi exclusivamente, por algas).

## La fauna
Respecto a la fauna, la más común es la asociada al medio litoral, por lo que los animales más frecuentes son las aves acuáticas marinas, como colonias de gaviota
patiamarilla (Larus cachinnans), gaviota reidora (Larus ridibundus), gaviota sombría (Larus fuscus) y los cormoranes, tanto el común (Phalacrocorax carbo) como el moñudo (Phalacrocorax aristotelis). también se puede observar la presencia de otras especies en los acantilados rocosos verticales como el colirrojo tizón (Phoenicurus ochruros) y el halcón peregrino (Falco peregrinus), especie que además cuenta con protección y con un  Plan de Manejo en Asturias. En otras zonas son habituales especies típicas de matorrales, como la tarabilla común (Saxicola torquata) o la curruca rabilarga (Sylvia undata).

## Enlaces
- Situación geográfica del paisaje protegido.
- Página  del sistema de información ambiental del Principado de Asturias.
- Imagen del estuario del Esva comprendido dentro de esta franja costera.

- Datos: Q5790019
- Multimedia: Beaches of Asturias / Q5790019